# La Femme nue et Satan
Pour plus de détails, voir Fiche technique et Distribution.
La Femme nue et Satan (Die Nackte und der Satan) est un film allemand réalisé par Victor Trivas en 1959.

## Synopsis
Le Dr Ood veut rencontrer le brillant scientifique Prof. Abel.
Avant d'entrer dans sa maison, Ood voit une infirmière bossue et handicapée, sœur Irene Sander, entrer dans la maison du professeur Abel. À la fenêtre ouverte, il surprend une conversation entre Irene et son cousin le Dr. Burke, l'assistant d'Abel. Il apprend qu'Abel devrait bientôt opérer la jeune femme déformée.
Après que l’infirmière ait quitté la maison, Ood entre dans la propriété d'Abel. Ood explique à Abel, en présence du chirurgien Burke et du laborantin Abel Bert Jäger, qu'il a suivi avec grand intérêt les travaux d'Abel sur la transplantation de parties du corps. Peu de temps auparavant, Abel avait en effet réussi une expérience sensationnelle : il avait séparé la tête d'un chien de son torse et l'avait maintenue en vie artificiellement pendant les quatre mois suivants à l'aide d'un appareil de son invention.
Puis Ood quitte la villa d'Abel et se rend au Tam-Tam Bar où apparaît la jolie danseuse de strip-tease Lilly, jalousement gardée par son amant, l'artiste et sculpteur Paul, dont elle est un modèle. De toute évidence, Ood a choisi Lilly pour un méfait quelconque.
De retour dans le laboratoire du professeur Abel, celui-ci montre à Ood et Burke son image radiographique ainsi que celle d'un autre homme, victime d'un accident. Le cœur d'Abel est gravement endommagé, et il demande à ses deux assistants de lui effectuer une transplantation cardiaque à l'aide de son ingénieux appareil.
Le même soir, sœur Irene amène au domicile du professeur Abel l'accidenté, futur donneur du cœur. Bien que celui-ci meure trop tôt pour être éligible à l'audacieuse opération, Ood persiste à procéder à la greffe. Burke y est fermement opposé, et une bagarre s'ensuit entre les deux hommes, au cours de laquelle Ood tue Burke avec des pinces médicales. Puis il enveloppe le cadavre de Burke dans un tissu blanc, le transporte dans l'obscurité de la nuit, et l'enterre dans le jardin de la villa.
Quand Abel se réveille après l'opération, il est horrifié : il découvre qu'Ood a pratiqué sur lui la greffe de tête qui n'avait jusque-là été effectuée que sur le chien. Ood explique à son mentor qu'il n'y avait pas d'autre option car le corps d'Abel est mort sous le choc pendant l'opération cardiaque ; la seule option qui lui restait était donc de sauver la tête d'Abel en utilisant sa propre méthode. Alors qu'Abel est consterné par l'acte d'Ood, celui-ci prétend avoir rendu service à l'humanité en sauvant l'ingénieux cerveau d'Abel. Lorsque l'assistant Jäger découvre la tête coupée d'Abel, il est choqué, mais ne dit rien, car Abel avait exigé une loyauté absolue envers Ood avant l'opération.
Un peu plus tard, sœur Irene appelle et demande le Dr. Burke. Elle obtient Ood au téléphone, qui, à la demande d'Irene, et afin de ne pas être soupçonné, déclare qu'il doit signaler à la police la disparition de Burke. Le commissaire Sturm prend l'affaire en main.
Dans la villa du professeur Abel, Ood reçoit sœur Irene, très inquiète depuis la disparition de son cousin Burke. Ood dit qu'il a été informé de son cas par Burke et promet de l'aider : il veut être celui qui transformera son corps dégradé en un corps parfait.

## Fiche technique
- Titre : La Femme nue et Satan
- Titre original : Die Nackte und der Satan`
- Réalisation : Victor Trivas
- Scénario : Victor Trivas
- Musique : Willy Mattes et Jacques Lasry
- Photographie : Georg Krause
- Montage : Friedel Buckow
- Société de production : Rapid Film
- Pays :  Allemagne de l'Ouest
- Genre : Horreur et science-fiction
- Durée : 97 minutes
- Dates de sortie : 
  -  Allemagne de l'Ouest : 24 juillet 1959
  -  France : 1er juin 1960

## Distribution
- Michel Simon : professeur Abel
- Horst Frank : Dr Odd
- Karin Kernke : Irene
- Helmut Schmid : Bert
- Paul Dahlke : l'inspecteur Sturm